# Норфолк (окръг, Масачузетс)
Вижте пояснителната страница за други значения на Норфолк.
Окръг Норфолк (на английски: Norfolk County) е окръг в щата Масачузетс, Съединени американски щати. Площта му е 1150 km², а населението – 697 181 души (2016). Административен център е град Дедам.